# WWE Divas šampionát

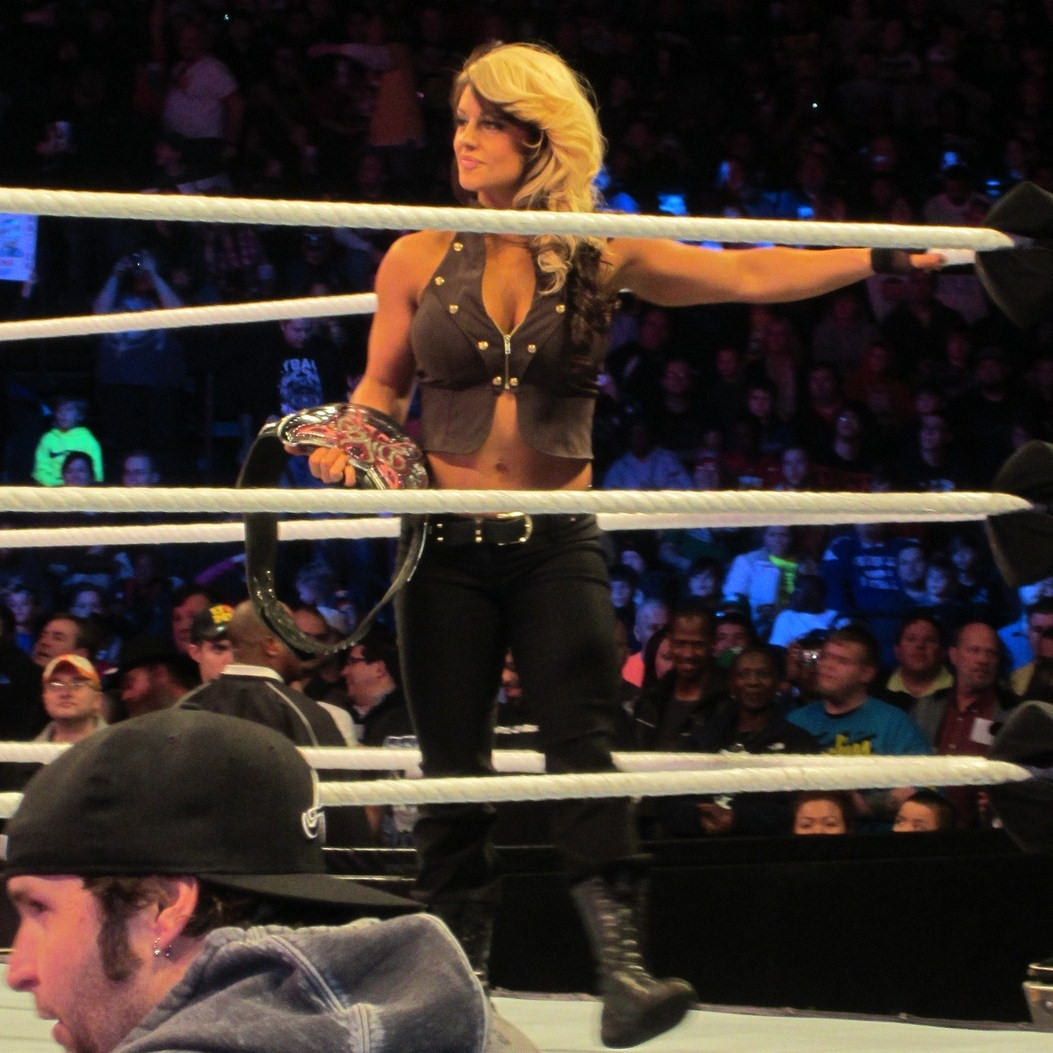
Kaitlyn jako šampionka Divas během natáčení WWE Superstars

WWE Divas šampionát je profesionální wrestlingový titul ve WWE. Je určen pro wrestlerky, tzv. WWE Divas. Šampionát byl vytvořen v roce 2008 a představen tehdejší generální ředitelkou Vickie Guerrerovou jako náhrada za Ženský šampionát. První šampionkou se stala Michelle McCool 20. července 2008, když v zápase porazila Natalyu na show The Great American Bash. McCool později držela oba tituly - Divas i Ženský.
V současné době je jeho držitelkou Charlotte.

## Držitelky
| V pořadí | Wrestlerka      | Počet držení titulu | Datum              | Délka | Místo            | Akce                           | Poznámka |
| -------- | --------------- | ------------------- | ------------------ | ----- | ---------------- | ------------------------------ | --- |
| 1        | Michelle McCool | 1                   | 20. července 2008  | 155   | Uniondale, NY    | The Great American Bash (2008) | Michelle McCool porazila Natalyu a stala se tak zahajovací šampionkou. |
| 2        | Maryse          | 1                   | 22. prosince 2008  | 2016  | Toronto, ON      | SmackDown!                     | Vysíláno 26. prosince 2008. Maria byla speciální rozhodčí. |
| 3        | Mickie James    | 1                   | 26. července 2009  | 78    | Filadelfie, PA   | Night of Champions (2009)      | |
| 4        | Jillian Hall    | 1                   | 12. října 2009     | 0     | Indianapolis, IN | WWE Raw                        | |
| 5        | Melina          | 1                   | 12. října 2009     | 84    | Indianapolis, IN | WWE Raw                        | |
| —        | Odebrán         | —                   | 4. ledna 2010      | —     | Dayton, OH       | WWE Raw                        | WWE odebrala Melinin titul, jelikož si roztrhla přední zkřížený vaz. To ji na nějaký čas vyloučilo z ringu.                                                                                 |
| 6        | Maryse          | 2                   | 22. února 2010     | 49    | Indianapolis, IN | WWE Raw                        | Maryse porazila Gail Kim ve finále o titul. |
| 7        | Eve Torres      | 1                   | 12. dubna 2010     | 69    | Londýn, Anglie   | WWE Raw                        | |
| 8        | Alicia Fox      | 1                   | 20. června 2010    | 56    | Uniondale, NY    | Fatal 4-Way (2010)             | Čtyřčlenný zápas, kterého se účastnily i Gail Kim a Maryse. |
| 9        | Melina          | 2                   | 15. srpna 2010     | 35    | Los Angeles, CA  | SummerSlam (2010)              | |
| 10       | Lay-Cool        | 2                   | 19. září 2010      | 63    | Rosemont, IL     | Night of Champions (2010)      | Lumberjillní zápas kde byl Ženský šampionát spojen s Divas šampionátem. Titul začal být dostupný jak na Raw, tak na SmackDownu.                                                             |
| 11       | Natalya         | 1                   | 21. listopadu 2010 | 70    | Miami, FL        | Survivor Series (2010)         | Hendikepový zápas - Michelle McCool a Layla vs. Natalya. |
| 12       | Eve Torres      | 2                   | 30. ledna 2011     | 71    | Boston, MA       | Royal Rumble (2011)            | Čtyřčlenný zápas, kterého se účastnily i Michelle McCool a Layla. Eve odpinovala Laylu a získala titul.                                                                                     |
| 13       | Brie Bella      | 1                   | 11. dubna 2011     | 70    | Bridgeport, CT   | WWE Raw                        | |
| 14       | Kelly Kelly     | 1                   | 20. června 2011    | 104   | Baltimore, MD    | WWE Raw                        | Speciální epizoda Raw s názvem "Power to the People, kde pomocí ankety mohli sami fanoušci zvolit soupeřku pro Brie Bellu. Kelly Kelly měla oproti Beth Phoenix a Eve Torres nejvíce hlasů. |
| 15       | Beth Phoenix    | 1                   | 2. října 2011      | 204   | New Orleans, LA  | Hell in a Cell (2011)          | |
| 16       | Nikki Bella     | 1                   | 23. dubna 2012     | 6     | Detroit, MI      | WWE Raw                        | Luberjill zápas |
| 17       | Layla           | 1                   | 29. dubna 2012     | 140   | Rosemont, IL     | Extreme Rules (2012)           | Layla odpinovala Brie Bellu a získala titul, jelikož se dvojčata během zápasu vyměnila. |
| 18       | Eve Torres      | 3                   | 16. září 2012      | 120   | Boston, MA       | Night of Champions (2012)      | |
| 19       | Kaitlyn         | 1                   | 14. ledna 2013     | 154   | Houston, TX      | WWE Raw 20. výročí Raw         | Neplatila diskvalifikace ani odpočítávání. |
| 20       | AJ Lee          | 1                   | 16. června 2013    | 295   | Rosemont, IL     | WWE Raw Payback                | |